# Gerrit van Egmond van de Nijenburg
Gerrit van Egmond van de Nijenburg, auch Gerard van Egmond van de Nijenburg (* 1576 in Alkmaar; † Mai 1636 ebenda) war ein holländischer Aristokrat, Bürgermeister von Alkmaar und Mitglied der aristokratischen Familie Egmond van de Nijenburg.

## Biografie

### Familie
Gerrits Eltern waren Jan van Egmond van de Nijenburg (1551–1621), Bürgermeister von Alkmaar, und Margaretha Gerritsdr. van der Duijn, außereheliche Abstammungen der Gerulfinger. Er selbst ehelichte Christijntge (auch Christina) Dirksdr. Boelens (1582–1648) aus einer weiblichen Alkmaaer Linie des ursprünglich aus Amsterdam stammenden Geschlechts der Boelens. Das Ehepaar hatte fünf Kinder:
- Adriana van Egmond van de Nijenburg (* 1613), ehelichte Paulus van Swanenburgh,  Bürgermeister von Leiden
- Dirk van Egmond van de Nijenburg (1614–1663), Vroedschap von Alkmaar; blieb unverehelicht
- Johan van Egmond van de Nijenburg (1618–1712), ehelichte Catharina de Graeff († wohl 1653) sowie Ida Cromhout (1616–1663)[6]
- Celia van Egmond van de Nijenburg, ehelichte 1624 Meinert van Duijne aus Amsterdam
- Margaretha van Egmond van de Nijenburg (* 1619); jung verstorben

### Karriere
Gerrit war als Sohn eines Alkmaaer Bürgermeisters ebenfalls für eine politische Laufbahn vorgesehen. Neben seinem Amt als Stadtoberhaupt erfüllte er diverse Funktionen wie die eines Houtvester von Egmond, die eines Gecommitteerde Raden van Holland, und des Hoogheemraad der Schleusen von Kennemerland und West-Friesland.